# Ferrari 328
Der Ferrari 328 ist ein Fahrzeugmodell des italienischen Automobilherstellers Ferrari, es gibt ihn mit den Bezeichnungen Ferrari 328 GTB (Gran Turismo Berlinetta) als Coupé und Ferrari 328 GTS (Gran Turismo Spider) als Cabrio.
Der 328 GTS war offensichtlich aus den ersten zweisitzigen Ferraris mit quer eingebautem Motor entwickelt worden – dem 206 und 246 Dino aus den späten 1960er Jahren. Die weichen, kurvigen Linien des Dino waren inzwischen dem schärfer konturierten Design des 328 gewichen.
Der V8-Mittelmotor des 328 besaß nun 3,2 Liter Hubraum, 199 kW (270 PS) und ein Drehmoment von 304 Nm. Er war der letzte quer eingebaute V8 in einem Ferrari.
Obwohl der Innenraum des 328 deutlich an dem des zehn Jahre zuvor erschienenen Ferrari 308 orientiert war, gab es einige Veränderungen wie zum Beispiel ein klarer gestaltetes Armaturenbrett.

## Geschichte
Zehn Jahre nachdem Ferrari sein meistverkauftes Modell, den 308 GTB, auf den Markt gebracht hatte, bekam es einen neuen Motor und wurde äußerlich merklich überarbeitet, um das Design aufzufrischen.
Die offensichtlichste Veränderung lag im Bereich der Stoßstangen; das scharfe Frontprofil des 308 war zugunsten einer flacheren, runderen Partie gewichen, das Heck wurde in ähnlicher Weise überarbeitet. Das Auto wirkte dadurch etwas bulliger als der 308. Der 328 war nur um knapp einen Zentimeter länger als sein Vorgänger.
Die Modelle 328 GTB und 328 GTS besaßen denselben technischen Aufbau wie die Modelle 308 GTB und GTS Quattrovalvole, ihr V8-Motor hatte allerdings 3185 cm³ Hubraum und 199 kW (270 PS). Der größere Hubraum wurde durch eine um 2 mm erweiterte Bohrung und einen 2,6 mm längeren Hub erreicht. Nur dieser größere Hubraum erhöhte die Leistung (auf 199 kW), ansonsten gab es keine Unterschiede. Auch die Übersetzung war dieselbe, damit erreichte das Auto etwa 263 km/h Höchstgeschwindigkeit. Die Stoßstangen vorn und hinten wurden in Wagenfarbe lackiert. Außerdem gab es kleine Veränderungen am Armaturenbrett, den Zierleisten und der Innenraumausstattung.
Bei einer Produktionsrate von 2500 Stück pro Jahr waren die 328 GTB und GTS nicht billig (1985 betrug der Listenpreis des GTB 112.000 DM), aber durchaus beliebt. Der Großteil der Bestellungen bezog sich auf die offene Version. Sie waren die letzten Ferraris mit quer eingebautem V8, ab 1989 folgte dann der 348 tb mit längs eingebautem Achtzylinder-Motor.
Wie schon vom 308 GTB und 308 GTS gab es auch von diesem Modell die für den italienischen Markt produzierten Versionen GTB Turbo und GTS Turbo (254 PS, Höchstgeschwindigkeit 253 km/h). Auf Grund der italienischen Steuergesetzgebung, nach der die Aufwendungen für Fahrzeuge mit über zwei Litern Hubraum nicht von der Steuer abgesetzt werden konnten, wurden diese Fahrzeuge ab 1986 mit einem V8-Motor, der über einen Hubraum von nur 1.990 cm³ verfügte, ausgerüstet.

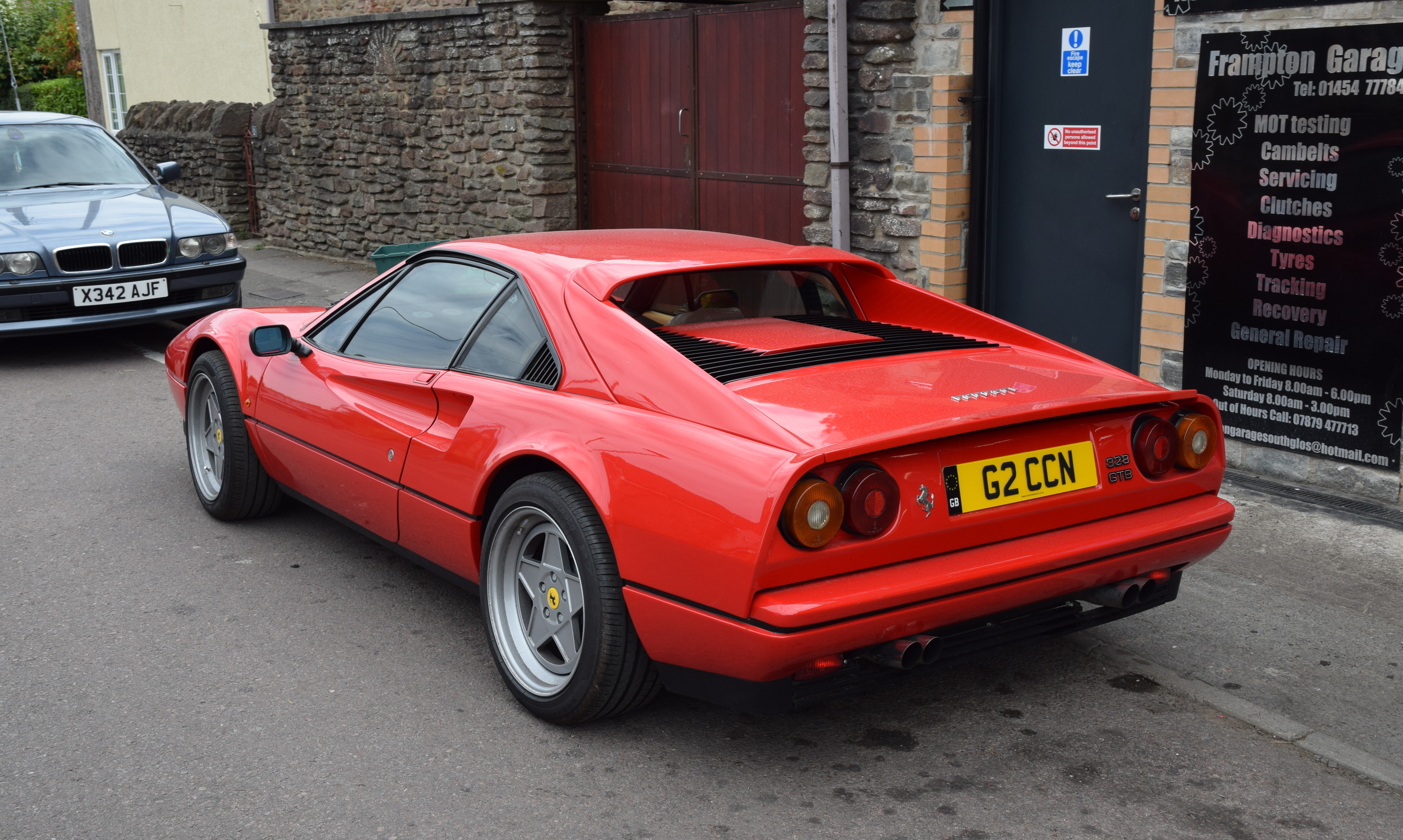
Heckansicht des Ferrari 328 GTB
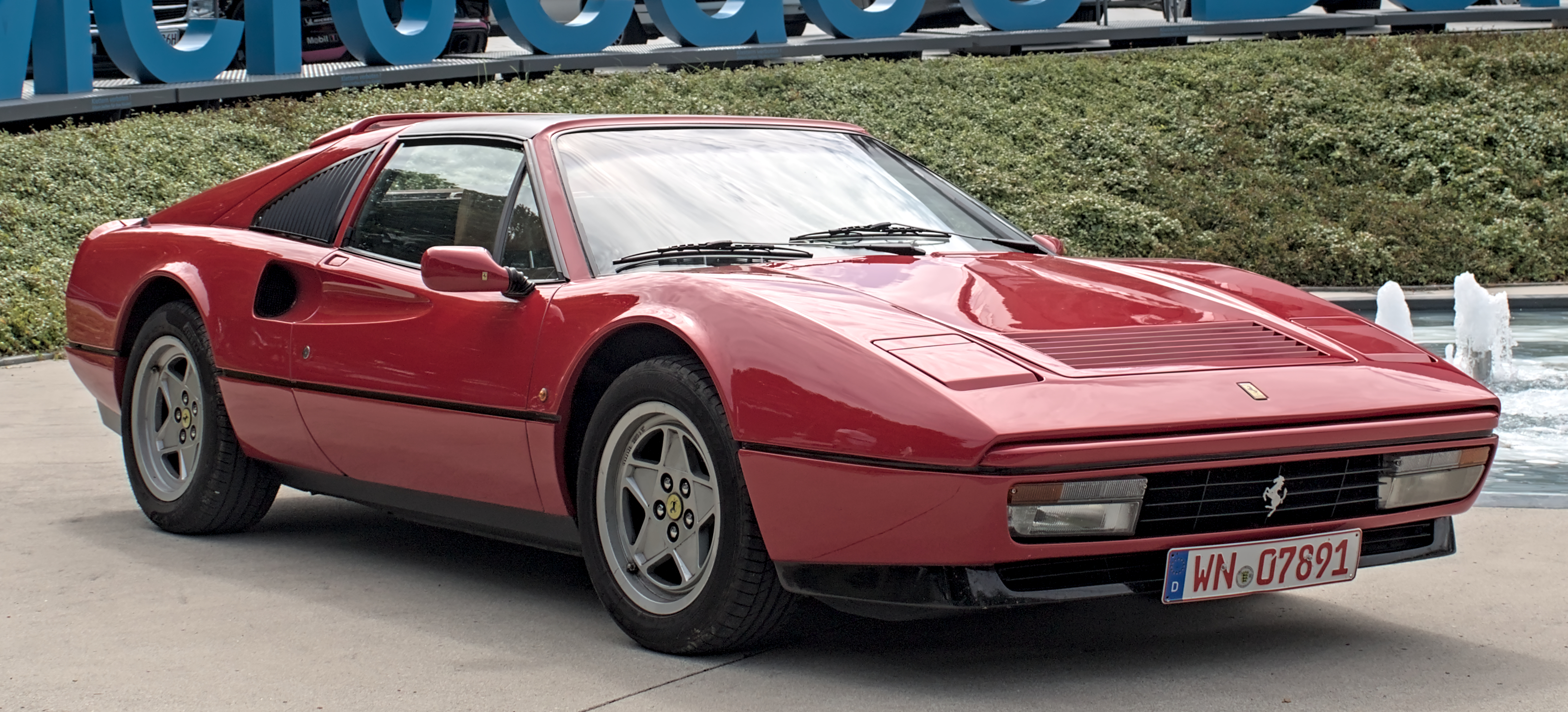
Ferrari 328 GTS, Spider geschlossen
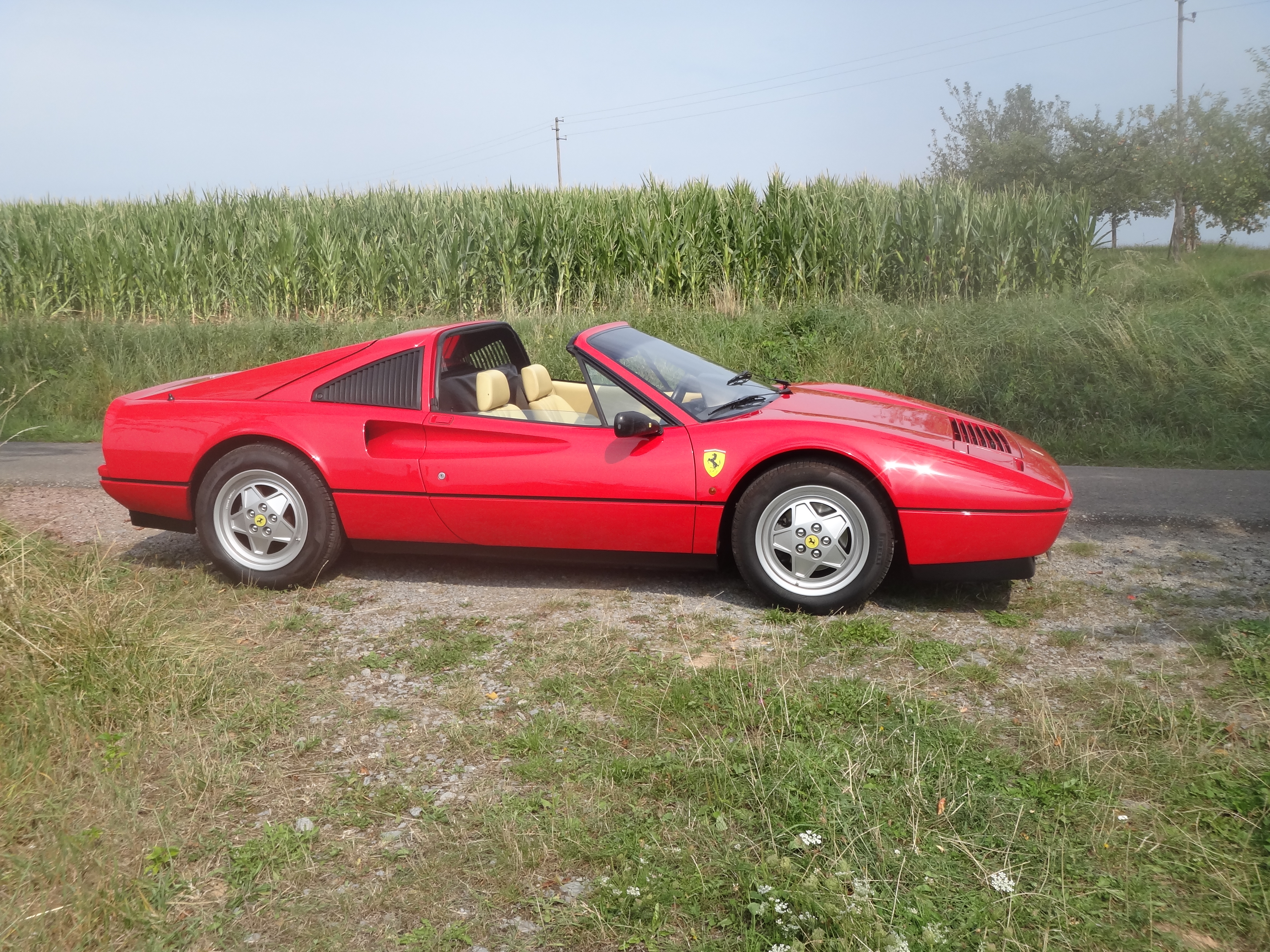
Seitenansicht des offenen 328 GTS
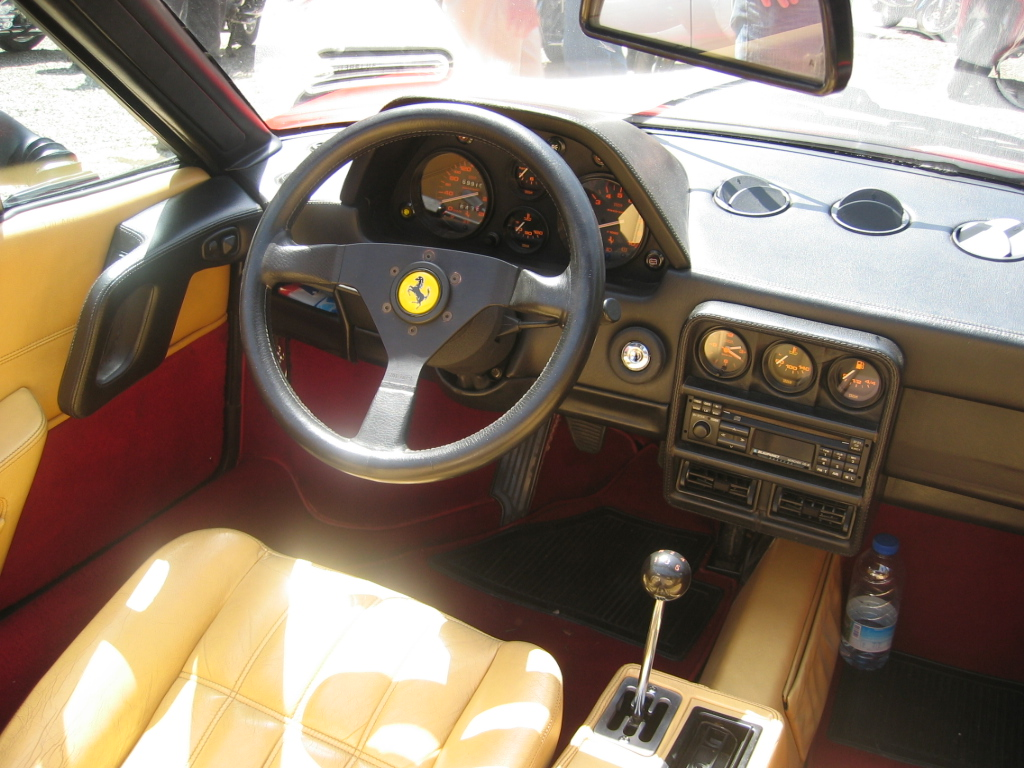
Interieur
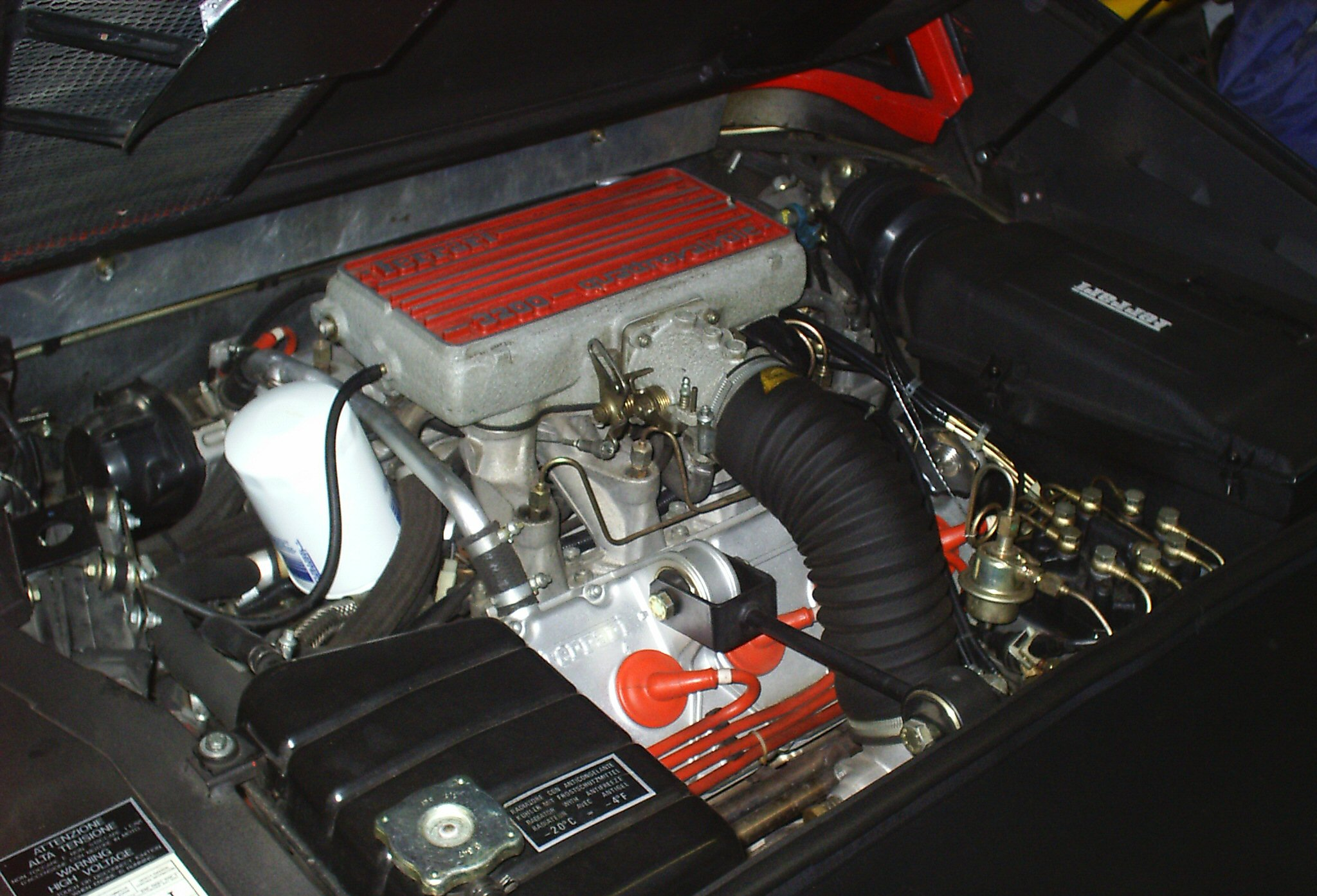
Motor

## Technische Daten
|                              | Ferrari 328 GTB (GTS)                          |
| ---------------------------- | ---------------------------------------------- |
| Motor                        | 8-Zylinder, V90°, DOHC, 4 Ventile pro Zylinder |
| Bohrung × Hub                | 83 mm × 73,6 mm                                |
| Hubraum                      | 3185 cm³                                       |
| Leistung bei 1/min           | 199 kW (270 PS) bei 7000                       |
| Drehmoment bei 1/min         | 304 Nm bei 5500                                |
| Antrieb                      | Hinterradantrieb                               |
| Getriebe                     | 5-Gang-Schaltgetriebe                          |
| Beschleunigung 0–100 km/h    | 5,8 s (6,4 s)                                  |
| Beschleunigung 0–180 km/h    | 16,8 s                                         |
| Höchstgeschwindigkeit (km/h) | 267 (263)                                      |
| Leergewicht (kg)             | 1263 (1281)                                    |
| Tankinhalt (Liter)           | 74                                             |
| Bauzeit                      | 1985–1989                                      |